# Jane Mary Guest
Jane Mary Guest (Bath, ca. 1762 – Blackheath, 20 de marzo de 1846) fue una pianista y compositora inglesa. Fue reconocida por la clase alta de Londres y fue una de las últimas pupilas de Johann Christian Bach. Escribió conciertos para piano, sonatas y música vocal; fue recordada y admirada desde su prodigiosa niñez hasta su edad adulta.

## Biografía
Jane Mary Guest nació en Bath, pueblo en el condado ceremonial de Somerset, en el sudoeste de Inglaterra. A sus 6 años ya tocaba el piano. En 1776 viajó a Londres para ser una de las últimas y reputadas pupilas de J.C. Bach. Tres años después empezó a dar conciertos públicos. Entre 1783 y 1784, Guest realizó una serie de conciertos por suscripción, que daría en los salones de la calle Tottenham Court Road. Alrededor de esa época también tocó en los conciertos de Hanover Square y en Willis's Rooms. De esta manera, Guest atrajo el apoyo de la realeza y la clase alta de Londres, gracias a su participación en la celebración de mayoría de edad del poeta William Beckford en Fonthill en 1781 y su extensa lista de subscriptores a sus seis sonatas op.1 (1783). El hecho de que la lista de suscripciones para la publicación incluya muchos nombres de personas que eran importantes en la sociedad de Londres, encabezada por la reina Carlota de Mecklemburgo-Strelitz y con nombres de destacados músicos extranjeros, sugiere que fue muy respetada. Eventualmente el Rey Jorge III se convirtió en su mecenas y Guest fue instructora de las princesas Amelia en 1804 y Carlota en 1806. En 1789 se casó con Abram Allen Miles y desde entonces publicó bajo su nombre de matrimonio Mrs. Miles.

## Obra
Sus seis sonatas Op. 1 para teclado con flauta o violín, contienen varios elementos del estilo galante, popular en Londres durante la década de 1780, de textura ligera y a dos voces donde la parte del piano domina el dúo. Su siguiente publicación instrumental fue Sonata para Pianoforte con un acompañamiento para violín (ad libitum) (1807); esta obra es más extensa, de textura más llena y más idiomática en cuanto al lenguaje pianístico. El movimiento lento de esta obra destaca porque hay una serie de variaciones, sin acompañamiento, de la obra Under this Stone del compositor Henry Purcell, que son muy atractivas.
Entre los años 1820 y 1830 compuso por lo menos 15 obras, 10 de ellas vocales y 5 para piano, las cuales son excelentes ejemplos de música de cámara de la época. En dichas obras para piano elabora más los recursos temáticos, el lenguaje armónico es más atrevido y hay más despliegue del virtuosismo técnico, lo que demuestra el gran talento de Guest como compositora.
Según Sainsbury compuso varios conciertos para piano que toco en Bath durante 1790, los cuales no fueron publicados.
En aproximadamente 30 trabajos de Guest, se reflejan los cambios en sus gustos musicales que tuvo durante 60 años de vida creativa.

### Listado de obras publicadas[1]
Todas publicadas en Londres:

#### Sonatas para teclado
- 6 sonatas, clavecín/pianoforte, acompañamiento violín/flauta, op.1 (1783)
- Sonata, pf, vn ad lib (1807)

#### Otras obras para teclado
- Introduction, and March [basado en Rossini: Ricciardo e Zoraide] (?1820)
- La Georgiana: Introduction and Waltz (1826)
- La jolie Julienne: Polacca (1826)
- La Jeannette: Introduction and Original Air (1828)
- Divertimento … in Which is Introduced the Favorite Round ‘Hark the Bonny Christ
- Church Bells’ (1829)

#### Obras para voz y teclado
- Marion, or Will ye gang to the burn side (?1820)
- The Bonnie Wee Wife (1823)
- Brignall Banks, glee, 4vv, pf (1825)
- Jessica (?1825)
- Come buy my garlands gay (1826)
- Di te non me fido, 2vv, pf (1827)
- The Fairies Dance, 2vv, pf (1829)
- Dalton Hall (?1830)
- Fair one, take this rose (?1830)
- The Bonnie Lassie (?1830)
- Yes! I'll gang to the Ewe Bughts (1830)
- The Field Daisy (1842)